# Portsmouth (Virginie)
Pour les articles homonymes, voir Portsmouth (homonymie).

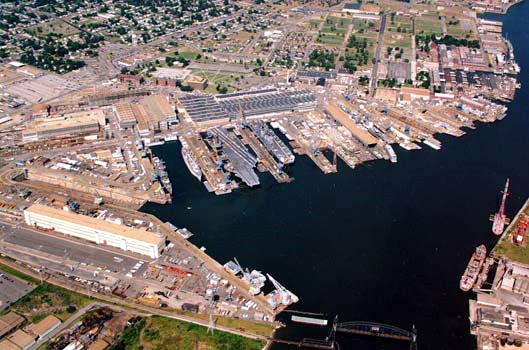
Le Norfolk Naval Shipyard, chantier naval de Portsmouth

Portsmouth est une commune américaine de Virginie qui a le statut de ville indépendante. Sa population était estimée  à 94 632 habitants en 2018.
Le Norfolk Naval Shipyard, un chantier naval historique de l'U.S. Navy, est situé sur son territoire.

## Histoire
En 1620, John Wood trouve le site intéressant pour la construction de bateau, son métier, et réclame un droit de propriété au roi d'Angleterre. Une petite communauté s'installe alors. La ville de Portsmouth est officiellement fondée en 1752 par William Crawford qui lui donne le nom de la ville anglaise de Portsmouth.
Durant la guerre d'indépendance des États-Unis, Portsmouth est occupée par les Anglais et le chantier naval est détruit. Ils quittent ensuite la ville avant leur défaite à Yorktown.
En 1858, Portsmouth se sépare du comté de Norfolk et devient une ville indépendante.
Durant la guerre de Sécession, le chantier naval est d'abord brûlé par les Unionistes avant leur fuite en 1861. La ville est alors occupée par les Confédérés qui y construisent le CSS Virginia, le premier bateau de guerre métallique, qui détruit le flotte Fédérale en 1862. La même année les Unionistes reprennent la ville.
Durant la première et Seconde Guerre mondiale, le chantier naval s'agrandit pour faire face à la demande de bateaux de guerre.
À la fin du XXe siècle, le centre-ville de Portsmouth est rénové pour développer l'économie.

## Géographie
Portsmouth est située à l'est du Commonwealth de Virginie, sur le fleuve Elizabeth, et fait face à la ville de Norfolk, située sur l'autre rive. La ville est située au cœur de la région des Hampton Roads.

## Transport
Portsmouth a d'abord été orientée vers la mer et le transport maritime mais elle a aussi été une des premières villes où une ligne de chemin de fer a été construite (de Portsmouth à Weldon, Caroline du Nord).
Aujourd'hui en plus du transport maritime et ferroviaire, Portsmouth bénéficie de liaisons autoroutières (Interstate 64 et ses dérivés Interstate 264 et 664, U.S. Route 17 et U.S. Route 58).

## Jumelages
- Portsmouth (Royaume-Uni)
- Dunedin (Nouvelle-Zélande)
- Orizaba (Mexique)
- Eldoret (Kenya)
- Île de Gorée (Sénégal)

## Personnalités liées à la ville
- Prince Robinson (1902-1960), saxophoniste et clarinettiste de jazz, est né à Portsmouth ;
- John B. McKay (1922-1975), pilote d'essai, est né à Portsmouth ;
- Virginia Cleo Andrews (1923-1986), écrivaine, est née à Portsmouth ;
- Ruth Brown (1928-2006), chanteuse, est née à Portsmouth ;
- William Russ, acteur, est né à Portsmouth en 1950 ;
- Donald Machholz, astronome amateur, découvreur de 11 comètes, est né à Portsmouth en 1952 ;
- Kenneth D. Bowersox, astronaute, est né à Portsmouth en 1956 ;
- Mike Watt, chanteur, compositeur et bassiste, est né à Portsmouth en 1957 ;
- Wanda Sykes, actrice, scénariste et productrice, est née à Portsmouth  en 1964 ;
- India Allen, mannequin, Playmate de l'Année 1988, est née à Portsmouth  en 1964 ;
- Patton Oswalt, acteur, scénariste et producteur, est né à Portsmouth en 1969 ;
- Missy Elliott, rappeuse, est née à Portsmouth en 1971 ;
- LaShawn Merritt, athlète, est né à Portsmouth en 1986.